# انانجرد
انانجرد روستایی از توابع بخش مرکزی شهرستان آشتیان در استان مرکزی ایران است.

## جمعیت
این روستا در دهستان مزرعه نو قرار دارد و براساس سرشماری مرکز آمار ایران در سال ۱۳۹۵، جمعیت آن ۱۷۱ نفر (۷۵ خانوار) بوده‌است. لازم به ذکر است با توجه به آب و هوای مساعد روستا هر ساله در فصل تابستان بسیاری از اهالی از شهر به روستا مهاجرت کرده و به زراعت و دامداری مشغول می‌شوند.

## آداب و سنن
از دیرباز سنتهای زیبایی در روستای انانجرد نسل به نسل از پدران به فرزندان منتقل می‌شده است که می توان از این سنت ها به سرکو زدن، بازیهای میدانی و... نام برد.
در مراسمهای عزاداری به شیوه ی سنتی مراسم تعزیه خوانی که هر ساله به مناسبت ایام محرم در روستا برگزار می‌گردد می‌توان اشاره نمود. همچنین مراسم نخل گردانی که حمل تابوتی عظیم به جهت اعلام سوگواری می باشد که قربانی کردن گوسفند، دود کردن اسفند، سینه‌زنی، نوحه‌خوانی و... از آیین‌های جانبی این مراسم بزرگ و سنتی است.
همچنین از سال ۱۳۹۰ شمسی با حضور جوانان روستا گروه تعزیه خوانی حرفه‌ای تشکیل شد که همه ساله در ایام مختلف بالاخص دهه اول محرم اقدام به مراسم تعزیه خوانی بصورت حرفه ای می‌نمایند. هیئت قاسم ابن الحسن(ع) روستای انانجرد با حضور بیش از ۱۵۰۰ نفر از اهالی روستا در دهه اول محرم مراسم تعزیه خوانی با حضور اساتید تعزیه کشور و جوانان مشتاق روستا برگزار  کرده که این مراسم با حضور مدیران و مسئولان کشوری و همچنین اهالی روستاهای مجاور از زیبایی های مراسمات عزاداری این روستا می‌باشد.